# Oldsmobile 98
El Oldsmobile 98 fue un automóvil del segmento F producido por General Motors bajo su firma Oldsmobile durante los años 1940 y 1996. Al ser considerado el buque insignia de la firma ahora desaparecida (cabe recordar que Oldsmobile fue descontinuada en 2001), contaba con los elementos tecnológicamente más avanzados disponibles por aquel entonces, como la transmisión automática Hydramatic, el Autronic Eye, un atenuador de faros automático y el sistema Twilight Sentinel (una función que enciende y apaga automáticamente los faros a través de un temporizador, según lo controlado por el conductor), y el acabado interior y exterior de más alta calidad.

## Historia

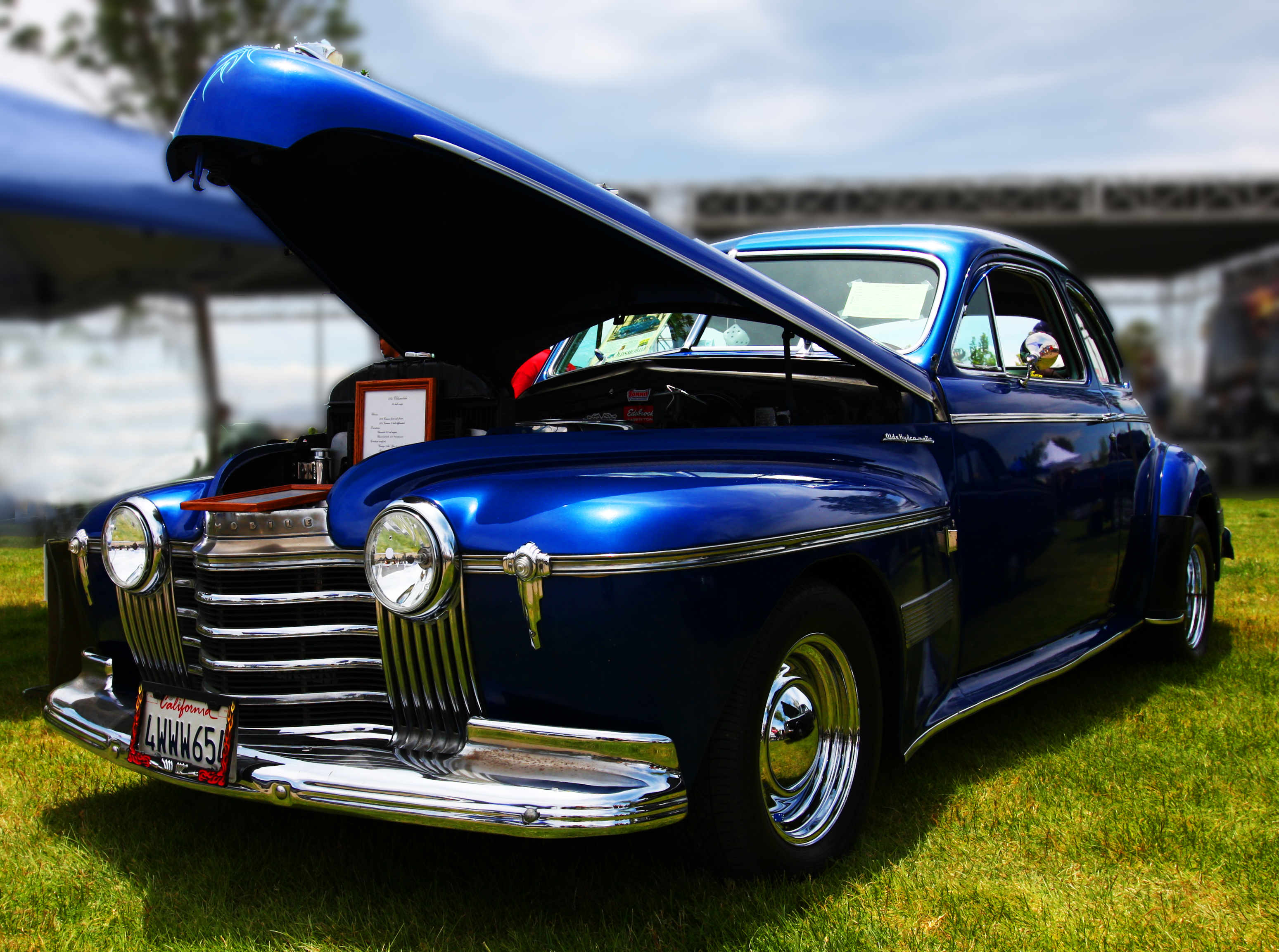
Primera generación del 98, en carrocería coupé de 1941

A finales de los años treinta y cuarenta, Oldsmobile aplicó a sus automóviles un nombre numérico. Previamente, con mayor precisión, de 1932 a 1938, había dos modelos, el F-Series y el L-Series. La Serie F tenía un motor de seis cilindros en línea, mientras que la Serie L tenía un motor de ocho cilindros en línea instalado. En 1939, la Serie F pasó a llamarse 60, mientras que la Serie L fue reemplazada por la 70 y 80, que habían instalado respectivamente un motor de seis y ocho cilindros en línea. En 1940 se introdujo una carrocería más grande, y fue la única que recibió energía del motor en línea de ocho cilindros. Para diferenciarlo de los 80 anteriores, el modelo se llamó 90. Las series se designaron por primera vez en ese año con el nombre Special (en vez de la serie 60).
En 1948, se llevó a cabo un restyling y el Custom Cruiser 98 pasó a llamarse Futuramic 98. Al año siguiente, se agregó un nuevo motor a la nueva línea: el V8 Rocket de 5.0 L de cilindrada. En febrero de 1949, muchos meses después de la introducción del modelo del año anterior, General Motors presentó la versión hardtop, que fue la primera de su tipo que se ofreció como un vehículo de producción en serie.
La tercera generación se caracterizó por tener un paso estirado a 3200 mm (126 pulgadas). Había dos motores disponibles, ambos V8. El primero tenía un desplazamiento de 5.0 L, mientras que el segundo de 5.3 L. En 1954, se añadieron aletas traseras. Además, se aplicaron ventanas panorámicas y se aplicó el nombre Fire Star al descapotable. En 1955, el parachoques delantero se movió un poco más alto, dándole al modelo una apariencia más moderna. También para esta generación, el motor estaba en la parte delantera, mientras que la tracción era trasera.
Para esta cuarta serie, en 1957, se introdujo un nuevo motor V8 de desplazamiento de 6.1 L, que se retiró del mercado en 1961. En 1957, el paragolpes delantero se redujo y las aletas traseras se agrandaron. El año siguiente se aplicó una rejilla más ancha, y los guardabarros traseros se extendieron a los lados con la aplicación de piezas de cromo. Los otros dos motores ofrecidos, ambos V8, tenían 5.3 L y 6.5 L. También para esta serie, el motor estaba en la parte delantera, mientras que la tracción era trasera.
En la séptima serie el 98 seguía diferenciándose de la serie 88 al seguir usando la plataforma C de General Motors, cabe decir que en 1965 se presentó el 98 Luxury Sedan, que proporcionaba un interior bastante lujoso, junto con otras comodidades que no se podían encontrar en los otros 98, como los portavasos y los asientos eléctricos.
De 1971 a 1976, cuando este se encontraba en la octava generación, el 98 fue muy similar al 88, a excepción de las aletas estilo Cadillac que caracterizaron al primero. El único motor disponible fue el V8 Rocket de 7.5 L, que desarrolló 340 HP (254 kilovatios) de potencia. Podría funcionar tanto con gasolina sin plomo como con combustibles que contengan un volumen alto o bajo de este compuesto. Esto fue posible porque General Motors diseñó motores que deberían haber sido adecuados para el convertidor catalítico, que se instaló en 1975 y requería gasolina sin plomo. Sin embargo, unos 98 de 1975 y 1976 quedaron exentos de esta obligación del catalizador y recibieron una exención de la coacción para usar gasolina sin plomo. El V8 se debilitó progresivamente y la producción se alineó con las normas más estrictas contra la contaminación.
La última generación (duodécima) de 98 llegó casi 50 años después de su lanzamiento (1942). La adición de faldones laterales, una cola más ancha, un morro inferior y una rejilla de dos piezas con racimos de luces delanteras envolventes dieron al 98 una apariencia exterior más distintiva que las generaciones anteriores. Los diseñadores del 98 crearon un automóvil con características relativamente lujosas que se distinguía de los sedán similares de Buick y Pontiac.
Este modelo compartía la plataforma C de General Motors con otras firmas de la misma casa como Buick y Cadillac. Su producción fue cesada el 31 de mayo de 1996. Para cubrir el vacío dejado por este modelo, se lanzó una versión del Oldsmobile 88 llamada Regency.